# Jeux asiatiques d'hiver de 2017
Navigation
Édition précédente Édition suivante
Les Jeux asiatiques d'hiver de 2017 constituent la huitième édition des Jeux asiatiques d'hiver, organisée en 2017 à Sapporo, au Japon.